# Verifikationsprincipen
Verifikationsprincipen, eller verifieringsprincipen, är ett filosofiskt kriterium för meningsfullhet. Det har funnits många olika formuleringar av principen, men det den avser visa är att en meningsfull sats måste vara empiriskt verifierbar. Annars är den enligt denna princip logiskt tautologisk (självklart sann) eller metafysisk (dvs. meningslös och utan kognitivt innehåll). Det råder delade meningar bland verifikationister om huruvida verifieringen måste vara möjlig i praktiken eller bara i teorin. Satser om historiska fenomen är exempelvis inte möjliga att verifiera men är i princip verifierbara. Gemensamt för många av dem är dock uppfattningen att meningar gällande det religiösa, etiska och metafysiska är meningslösa. Principen associeras ofta med den logiska positivismen och filosofer inom Wienkretsen såsom Moritz Schlick, Rudolf Carnap och Alfred Jules Ayer.
En vanlig kritik mot principen är att den inte står upp mot sina egna krav, samt att den är för exkluderande. Vissa filosofer har försökt försvara principen med argumentet att den i sig själv inte är en faktuell utsaga utan en rekommendation. Kritiken har emellertid visat sig bestå, och principen har följaktligen övergetts i dess mest stränga formuleringar. Den är, i reviderad form, likväl fortfarande aktuell med betydelsen "att alla yttranden som är utsagor om fakta, om de är sanna, måste ange några påvisbara olikheter i våra erfarenheter av världen" (Ward 1968, s. 78).
I och med verifikationismens, som skolan kring verifikationsprincipen ibland kallas, tillbakagång har falsifikationismen och dess krav på falsifierbarhet kommit att bli mer betydelsefull.